# Енергодарський інститут державного та муніципального управління
Енергодарський інститут державного та муніципального управління ім. Р. Г. Хеноха "Класичного приватного університету", (ЕІДМУ "КПУ") (англ. CLASSIC PRIVATE UNIVERSITY Energodar Institute of State and Municipal Government named after R. G. Khenoh) - вищий навчальний заклад ІІ рівня акредитації. 

## Історія
Заснований 6 січня 2005 р.
Ім'я Р. Г. Хеноха присвоєно інституту у грудні 2008 р.

## Діяльність
Надає освітні послуги пов'язані з одержанням вищої освіти на рівні кваліфікаційних вимог до бакалавра, спеціаліста на підставі Ліцензії Міністерства освіти і науки, молоді та спорту України АД № 034590 від 25.05.2012р., рішення Державної акредитаційної комісії про видачу ліцензії від 26.04.2012 р., протокол № 95. Свідоцтво про Державну реєстрацію юридичної особи №224882 від 06.01.2005 р. видано виконавчим комітетом Енергодарської міської Ради Запорізької області; ідентифікаційний код 33268771. 
Енергодарський інститут державного та муніципального управління ім. Р.Г.Хеноха "Класичного приватного університету", ЕІДМУ "КПУ" здійснює навчальну діяльність відповідно до Закону України “Про освіту”, свого Статуту на підставі ліцензії МОН України про право надання освітніх послуг пов’язаних з одержанням вищої освіти на рівні кваліфікаційних вимог до бакалавра і спеціаліста.
Навчальні заняття проводяться професорами, доцентами Енергодарського інституту державного та муніципального управління ім. Р.Г.Хеноха "Класичного приватного університету", ЕІДМУ "КПУ" та "КПУ”, висококваліфікованими фахівцями Енергодара і регіону, які мають значний досвід науково – методичної, викладацької та практичної діяльності.
Навчальний процес базується на принципах науковості, гуманізму, демократизму, наступності та безперервності, незалежності від втручання громадських політичних та релігійних організацій.

## Структура
У складі інституту працюють п'ять кафедр: кафедра програмування та інформаційних технологій, кафедра менеджменту, кафедра соціології і соціальної роботи; кафедра економіки, кафедра правознавства.

До послуг студентів:
комфортабельний навчальний корпус;
комп’ютерні кабінети, які обладнані сучасною обчислювальною технікою;
комп’ютери інституту об’єднані в єдину мережу та мають вільний безкоштовний доступ до Інтернет;
бібліотека, читальний зал;
спеціалізовані лабораторії;
кафе.

## Міжнародна діяльність
Міжнародні освітні та наукові зв’язки ЕІДМУ "КПУ" здійснює у тісному співробітництві з Класичним приватним університетом (КПУ), шляхом координації дій з відділом міжнародних зв’язків та роботи з іноземними студентами, створеним в КПУ у 2005 році.
Основною метою діяльності ЕІДМУ "КПУ" є вдосконалення навчального процесу. Одним із шляхів реалізації цієї діяльності є здійснення міжнародних контактів у сфері освіти, які спрямовані на: налагодження ділових контактів на рівні фахівців різних кафедр; обмін студентами і викладачами; ознайомлення із зарубіжними зразками програм, навчальних посібників, засобів і методик викладання; проведення спільних наукових досліджень, обмін науковими  публікаціями співробітників. 
В КПУ створено також комісію з міжнародних зв’язків для налагодження контактів і розвитку всебічних стосунків у сфері освіти, науки, культури та бізнесу із іноземними партнерами. До складу комісії увійшли ряд викладачів факультету іноземних мов КПУ та студенти КПУ і ЕІДМУ "КПУ" різних спеціальностей денної форми навчання.